# Престон (Небраска)
Престон (енгл. Preston) град је у америчкој савезној држави Небраска.

## Демографија
По попису из 2010. године број становника је 28, што је 22 (-44,0%) становника мање него 2000. године.
| Група             | 2000.      | 2010.      |
| Белци             | 37 (74,0%) | 23 (82,1%) |
| Афроамериканци    | 0 (0,0%)   | 0 (0,0%)   |
| Азијати           | 0 (0,0%)   | 0 (0,0%)   |
| Хиспаноамериканци | 5 (10,0%)  | 1 (3,6%)   |
| Укупно            | 50         | 28         |